# Juan de Madariaga y Suárez
Juan de Madariaga y Suárez, i conde de Torre Vélez (n. 1856), fue un periodista, político y noble español.

## Biografía
Nació en 1856. Individuo de la Asociación de la Prensa de Madrid, fue colaborador de publicaciones periódicas como La Ilustración Española y Americana y El Mundo Naval Ilustrado. Fue, asimismo, oficial de infantería de marina y académico de la de Jurisprudencia y Legislación, y representó a España en el Primer Congreso Internacional de Ciencias Administrativas, celebrado en la ciudad belga de Bruselas en el año 1910. En las elecciones generales de 1903, resultó elegido diputado por el distrito albacetense de Hellín.
Firmó obras como Estudios sobre Marina (1882), Vida y escritos del marqués de Santa Cruz de Marcenado (1886), El submarino Peral (1889), Código de justicia criminal de la Marina de guerra y mercante (1898), España en Bruselas (1911), La acción nacional revolucionaria (1917) y El bandolerismo político. La reina regente María Cristina de Habsburgo-Lorena creó en 1897 el condado de Torre Vélez, que recayó en él, por entonces presidente del Instituto Internacional de Estudios Administrativos. Contrajo matrimonio con María Bernaldo de Quirós y Pérez de Villamil, con la que tuvo un hijo, Juan.